# Dasia griffini
Espèce
Statut de conservation UICN

 VU B1ab(i,ii,iii) : Vulnérable
Dasia griffini est une espèce de sauriens de la famille des Scincidae.

## Répartition
Cette espèce est endémique des Philippines. Elle se rencontre sur les îles de Palawan et de Mindoro.

## Étymologie
Cette espèce est nommée en l'honneur de Lawrence Edmonds Griffin.

## Publication originale
- Taylor, 1915 : New species of Philippine lizards. Philippine Journal of Science, vol. 10, p. 89-109 (texte intégral).